# Акпан Нурбайулы
Батыр Акпан Нурбайулы (каз. Батыр Ақпан Нұрбайұлы; 1701—1777) — герой освободительной борьбы казахского народа против джунгарских захватчиков и Кокандского ханства.

## Биография
Акпан батыр родился в районе горы Казыгурт, расположенной поблизости от аула Толе би. В 1726 году он принимал участие в Великом курултае казахского народа в местности Ордабасы. Происходит из подрода Шегир рода Жаныс племени Дулат, Старший жуз.
На курултае Акпана назначили начальником отряда сарбазов и поручили очистить от врагов район, прилегающий к реке Чирчик. В 1727 году в местности Шынбайлык, Амансай произошло крупное сражение, в ходе которого проявился полководческий талант Акпан батыра. Заранее разузнав расположение, численность и наличие пушек у врага, он составляет план предстоящего сражения: собирает трехтысячный табун лошадей и перегоняет его на сторону врага, вслед за табунами в лагерь растерявшегося врага врываются сарбазы Акпана и одерживают победу.

## Военные действия
Отряд Акпана принимал участие в «алакульском побоище» 1729 года, где объединённые силы трёх жузов нанесли сокрушительный удар джунгарам. Спустя три года отряд Акпан батыра в районе Чирчика (под Ташкентом) наносит поражение войскам джунгарского полководца Жогаса. В последующих сражениях — в районе Жетысу и в Анракайском сражении — Акпан участвует уже в качестве полководца и знаменитого батыра.
Акпан батыр был одним из организаторов освободительной борьбы казахов южного региона против Кокандского ханства.

## Память
Памятник Акпан Батыру установлен в Шымкенте, скульптор Султан Иляев.
В честь Акпан Батыра названы улица и школа № 10 в городе Шымкент.